# Bactrocera cacuminata
Bactrocera cacuminata
 es una especie de díptero del género Bactrocera de la familia Tephritidae. Erich Martin Hering lo describió en 1941.